# Конвой «Вевак № 17»
Конвой «Вевак № 17» — японський конвой часів Другої світової війни, проведення якого відбувалось у січні 1944-го.
Пунктом призначення конвою був Вевак на північному узбережжі Нової Гвінеї, де розміщувався головний японський гарнізон на цьому острові. Вихідним пунктом став Палау — важливий транспортний хаб на заході Каролінських островів.
До складу конвою увійшли транспорти «Асо-Мару», «Кібі-Мару», «Таєй-Мару» (Taiei Maru) та «Чінзей-Мару» (Chinzei Maru), тоді як охорону забезпечували мисливець за підводними човнами CH-34 та допоміжний мисливець за підводними човнами CHa-10.
Конвой вийшов з порту 15 січня 1944-го. Хоча поблизу Палау регулярно діяли американські підводні човни, а Вевак перебував у межах досяжності ворожої авіації, проте конвой пройшов без втрат. Він прибув до Веваку 19 січня, швидко розвантажився та 20 січня рушив у зворотний шлях. 25 січня загін повернувся на Палау.
Є відомості, що на якомусь етапі в охороні конвою брав участь мисливець за підводними човнами CH-35, який пройшов до Нової Гвінеї в конвої «Сармі № 7», а 17—24 січня прямував з Веваку до Палау.